# Фіаліда

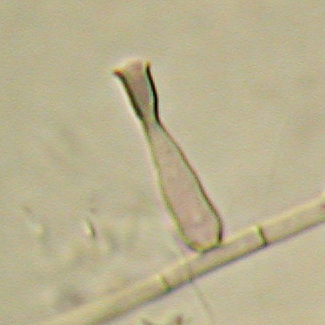
Фіаліда Phialophora verrucosa з комірцем

Фіаліда — конідіогенна клітина, перша конідія якої голобластична, а всі наступні — ентеробластичні. Кінець фіаліди може набувати вигляду чіткого «комірця», як у грибів роду Phialophora.
Фіаліди зберігають ті самі розміри та форму при утворенні кожної нової конідії.